# Grigorij Krutow
Grigorij Maksimowicz Krutow (ros. Григорий Максимович Крутов, ur. w lutym 1894 w guberni wołyńskiej, zm. 5 lipca 1939) – radziecki polityk, wojskowy, działacz partyjny, członek Centralnej Komisji Rewizyjnej WKP(b) (1934-1937).

## Życiorys
Służył w rosyjskiej armii, w czerwcu 1916 skończył oficerską szkołę artyleryjską, 1918 wstąpił do Armii Czerwonej i RKP(b), 1922-1924 szef okręgowego magazynu artyleryjskiego w Omsku i pomocnik naczelnika artylerii Zachodniosyberyjskiego Okręgu Wojskowego, później słuchacz kursów przy Wojskowej Akademii Armii Czerwonej. Od kwietnia 1924 do marca 1925 naczelnik 3 Krasnojarskiej Szkoły Artylerii, od marca 1925 pomocnik szefa Zarządu Artylerii Zarządu Szefa Zaopatrzenia Armii Czerwonej, od czerwca 1926 do września 1927 szef Zarządu Wojskowo-Budowlanego Armii Czerwonej, od września 1927 do lipca 1929 szef zaopatrzenia Syberyjskiego Okręgu Wojskowego. Od września 1929 do sierpnia 1930 przewodniczący Komitetu Wykonawczego Rady Okręgowej we Władywostoku, od maja 1932 I zastępca szefa Metrostroja, od 1933 do czerwca 1937 przewodniczący Komitetu Wykonawczego Dalekowschodniej Rady Krajowej, od 10 lutego 1934 do 25 czerwca 1937 członek Centralnej Komisji Rewizyjnej WKP(b).
4 czerwca 1937 aresztowany, 1938 skazany, 1939 zmarł w łagrze.